# زبان لکی
زبان لَکی از زبان‌های ایرانی شاخه شمالی غربی رایج در غرب ایران است. بسیاری از منابع از جمله دانشنامه اتنولوگ آن را شاخه‌ای از زبان‌های کردی می‌دانند و برخی منابع نیز لکی را گویشی از کردی جنوبی دانسته‌اند. اما با این حال، این نظریات مورد پذیرش همگان نیستند؛ چنان‌که برخی از منابع آن را شاخه‌ایی از لری یا بازماندهٔ فارسی باستان و برخی نیز لکی را یک زبان مستقل دانسته‌اند.
حدود یک‌ونیم میلیون تا دو میلیون نفر با زبان مادری (۲۰۱۴) به این زبان سخن می‌گویند. گویشوران این زبان در استانهای همجوار در غرب ایران زندگی می‌کنند. و زبان مشترک اقوام کرد و لر بوده‌است.
زبان لکی به درخواست میراث فرهنگی استان لرستان در مرداد ماه ۱۳۹۶ ثبت ملی شد. در زبان لکی کنونی برخی از لغات، اصطلاحات و واژه‌های موجود در زبان اوستایی با کمترین تغییر، رایج و معمول هستند. ادبیات لکی، منظوم و مملو از اشعار، ضرب‌المثل‌ها، تمثیل‌ها، افسانه‌ها بوده و بسیاری از کلمات و جملات آن دارای اوزان عروضی است، با این تفاوت که شعر لکی همه‌جا ۱۰هجایی است، اما گاهی ۸ و ۱۲هجایی نیز دارد. زبان و ادبیات لکی در معرض فراموشی و آسیب جدی است و این زبان در مدارس آموخته نمی‌شود. رسم‌الخط واحدی در زبان لکی وجود ندارد. عبدالعلی میرزانیا کارشناس، شاعر و پژوهشگر زبان لکی می‌گوید: واژه‌های زبان لکی در معرض فراموشی قرار دارند که این موضوع هشداری جدی برای مقابله با آسیب رسیدن به این زبان کهن است. زبان گفتاری بیشتر کودکان لک زبان، فارسی است.

## تبارشناسی

### نظریه‌ها در مورد تبار کردی
دانشنامه اتنولوگ لکی را شاخه‌ای از زبان‌های کردی می‌داند.دائرةالمعارف بزرگ اسلامی نیز، لکی را لهجه‌ای از زبان کردی دانسته‌است. در فرهنگ دهخدا، لکی، «لهجه‌ای از زبان کردی که مردم هرسین و توابع بدان سخن گویند.» تعریف شده‌است. برخی از زبانشناسان لکی را در شاخه کردی جنوبی طبقه‌بندی کرده‌اند. برخی از منابع زبان‌شناسی لکی را در شاخه زبان‌های کردی از شاخه زبان‌های ایرانی‌تبار غربی قرار داده‌اند.

ژویس بلو معتقد است که کردی جنوبی از تعداد زیادی گویش‌های ناهمگون تشکیل شده که از این بین می‌توان به گویش کرمانشاهی، گویش سنجابی، گویش کلهری، گویش لکی، گویش لری (متعلق به پشتکوه) و غیره اشاره کرد.
مهرداد ایزدی و نادر انتصار لکی را گویشی از گورانی و گورانی را زیر‌شاخه زبان کُردی میدانند. هر چند که از سدهٔ بیستم به بعد، برخی از زبان شناسان، خود گورانی را یک زبان مستقل و جدا از کُردی طبقه بندی کرده اند.
بنا به نظر برخی، گویش‌های کردی جنوبی شامل تعداد زیادی لهجه‌های منفرد و متفاوت نظیر (کرمانشاهی، کلهری، لکی، سنجابی، فیلی) در استان‌های کرمانشاه، کردستان، ایلام و لرستان در غرب ایران و نیز در شرق عراق می‌باشند.
ایران اطلس لکی را جزء خانواده زبان کردی طبقه بندی کرده است.

### سایر نظریه‌ها
اما به تازگی برخی از زبانشناسان رویکرد جدیدی را در این مورد آغاز کرده‌اند که دربارهٔ طبقه‌بندی لکی به عنوان یکی از زیرشاخه‌های زبان کردی ابهام دارد. فرامرز شهسواری زبان لکی را یک شاخهٔ مستقل زبان‌های ایرانی در گروه شمال غربی و جدا از کُردی و لُری می‌داند. همچنین محمد دبیرمقدم در کتاب رده‌شناسی زبان‌های ایرانی لکی را به عنوان زبانی مستقل و جدا از کُردی و لُری طبقه‌بندی کرده‌است.
در کتاب فرهنگ و واژه‌نامهٔ لکی کیان به نقل از کتاب جغرافیای نظامی ایران آمده: «زبان لکی از زبان‌های فارسی قدیم ایران می‌باشد که به علت کوهستانی بودن جایگاه آن مردم، از نفوذ واژه‌های بیگانه محفوظ مانده‌است.» راولینسون لکی را مشتق شده از فارسی باستان میدانست که همزمان با زبان پهلوی به صورت جداگانه صحبت شده است.ویلیام فرالی، لکی را شاخه‌ای از زبان لری می‌داند. احسان یارشاطر زبان شناس ایرانی در کتاب زبانها و لهجه‌های ایرانی، لکی را یکی از لهجه های زبان لری می‌داند.

## ویژگی‌ها
برخی معتقدند ساختار اصلی دستوری و افعال لکی «همانند دیگر لهجه‌های کردی» در زمره زبان‌های ایرانی غربی قرار می‌گیرد. این ارتباط همچنین با مشاهده بقایای ساختار کنایی (ارگاتیو) در لکی تصدیق می‌شود. در گویش لکی مانند هورامی و لهجه اردلانی و کرمانجی ویژگی ارگاتیو مشاهده می‌شود، بنابراین زبان لکی شبیه به کردی و از لری متفاوت است. حمید ایزد پناه محقق لر، دربارهٔ زبان لکی می‌گوید که این زبان از لری متفاوت است؛ لکی مربوط به پهلوی اشکانی است و لری مربوط به فارسی هخامنشی می‌باشد و لکی را همان شعر فهلوی دانسته‌است.
لکی در دسته شمال غربی زبان‌های ایرانی قرار دارد و چون لری در شاخه جنوبی زبان‌های ایرانی قرار دارد. می‌توان گفت لکی در دسته زبان لری قرار نمی‌گیرد و پیوند ۸۰ درصدی با لری خرم‌آبادی را می‌توان در حضور بیشینه طوایف لک در شهر خرم‌آباد دانست. این که ۷۰ درصد واژه‌های لکی و زبان فارسی و ۶۹ درصد با لری شمالی و ۷۸ درصد با لری خرم‌آباد یکی است، به گفته فرامرز شهسواری دلیل صریحی است که زبان لکی کاملاً از لُری و کُردی جداست و مشابهت‌ها به دلیل همجواری جغرافیایی است:
«به‌طور تقریبی، انواعی که بین ۹۰–۸۰ درصد، تشابه واژگانی دارند، ممکن است به یک زبان واحد تعلق داشته باشند یا خیر. زبان‌های با بیش از ۹۰ درصد تشابه واژگانی، معمولاً گویشهای یک زبان هستند.»

### تحقیقات اتنولوگ و آنونبی
تحقیقات اتنولوگ و آنونبی دربارهٔ زبان لکی نشان می‌دهد ۷۰ درصد واژگان لکی با زبان فارسی مشترک است. ۷۸ درصد با لری خرم‌آبادی و ۶۹ درصد با لری شمالی.
در لرستان جایگزینی زبانی به سوی لری در میان گویشوران لکی در جریان است و گویشوران لری نیز به نوبهٔ خود گرایش به استفاده بیشتر از فارسی معیار دارند.

## محل زندگی گویشوران
حوزهٔ گسترش لکی عبارت است از:
- استان لرستان:

1. سلسله (الشتر)
2. دلفان (نورآباد )
3. کوهدشت
4. خرم‌آباد

- استان کرمانشاه:

1. هرسین
2. صحنه
3. کنگاور
4. کرمانشاه

- استان ایلام:

1. هلیلان
2. دره‌شهر

- استان همدان: (اغلب با نام لر دانسته می‌شوند.)

1. نهاوند
2. اقلیتی در جنوب غربی همدان

- بخش‌هایی دیگر از طوایف لک در کردستان عراق، کرکوک و خانقین سکونت دارند. در کردستان عراق تعداد گویشوران لک بیشتر از ایران است.[۷۷]
- گروه‌های زیادی از لک‌ها در طول تاریخ از مناطق خود کوچانده و تبعید شده‌اند از جمله گروهی که ساکن شمال ایران هستند و به کردهای تبعیدی معروفند و گروهی دیگر که توسط عثمانی‌ها به اطراف آنکارا (شهر هایمانا یا هیمنا) کوچانده شدند به لک‌های «شیخ بزینی» یا کردهای هیمنه‌ای معروفند که هنوز فرهنگ و هویت خود را کمابیش حفظ کرده‌اند.

در تاریخ‌ نگاری‌های گذشتگان از جمله تاریخ گزیده نوشته حمدالله مستوفی از شانزده ولایت به عنوان کردستان یاد شده‌است. حمدالله مستوفی در سال ۷۴۰ هجری نخستین کسی بود که اسم کردستان و شانزده ولایت آن را آورده‌است: «کردستان و آن شانزده ولایت است و حدودش به ولایات عرب و خوزستان و عراق عجم و آذربایجان و دیاربکر پیوسته‌است. آلانی، الیشتر، بهار، خفتیان، دربند، تاج خاتون، دربند رنگی، دزبیل، دینور، سلطان آباد، چمچمال، شهر زور، کرمانشاه (قرمیسین) هرسین و وسطام.»
در اسناد تاریخی سدهٔ شانزدهم میلادی نیز طوایف لک را بخشی از طوایف کرد می‌دانند نظیر کتاب شرفنامه اثر شرف‌خان بدلیسی که به فارسی نوشته شده‌است.
- بخش‌هایی دیگر از مردم قوم لک در کرکوک و خانقین عراق سکونت دارند. در عراق تعداد گویشوران لک را بیشتر از ایران حدس زده‌اند.[۳۷]

طوایف استان لرستان خود سه بخش اصلی هستند، لر بختیاری، لر بالا گریوه‌ای یا خرم‌آبادی، و لک.
با این حال پرویز ناتل خانلری زبان‌های لری و بختیاری را هم‌خانواده با کردی می‌داند. در کوهستان بختیاری و قسمتی از مغرب استان فارس ایل‌های بختیاری و ممسنی و بویراحمدی به گویش‌هایی سخن می‌گویند که با کردی خویشاوندی دارد، اما با هیچ‌یک از شعبه‌های آن درست یکسان نیست، و میان خود آن‌ها نیز ویژگی‌ها و دگرگونی‌هایی وجود دارد که هنوز با دقت حدود و فواصل آن‌ها مشخص نشده‌است. اما معمول چنین است که همه گویش‌های بختیاری و لری را جزو یک گروه بشمارند.

## چالش‌ها
یکی از مشکلات این زبان، عدم تدریس آن در مراکز علمی است. از آنجا که زبان لکی دارای یک رسم‌الخط استاندارد لکی نیست، آموزش این زبان در مناطق لک‌نشین تاکنون عملی نشده‌است.
یک سال پس از ثبت زبان لکی، در جلسه‌ای که توسط تنی چند از زبانشناسان در تاریخ ۱۳ مرداد ۱۳۹۷ در استان لرستان تشکیل شد، قرار شد در آینده‌ای نزدیک رسم‌الخطی واحد برای زبان لکی معرفی شود.

## ثبت ملی زبان لکی
لکی به عنوان زبانی قدیمی از طرف سازمان میراث فرهنگی، صنایع دستی و گردشگری جمهوری اسلامی ایران در جلسهٔ روز ۱۰ مرداد ۱۳۹۶ خورشیدی، به عنوان اثری ملی در حوزهٔ میراث ناملموس به در خواست لرستان ثبت شد.
ثبت زبان لکی به عنوان یک زبان مستقل و جدای از زبان کردی واکنش منفی و تندی را از طرف برخی از کردهای ایران و عراق در پی داشت و باعث شد دانشجویان دانشگاه مهاباد طی نامه‌ای از سازمان میراث فرهنگی درخواست کنند از این تصمیم صرف نظر کند. احزاب کرد اپوزسیون ایران هم آن را آسمیلاسیون و تفرقه افکنی در بین کردها قلمداد کردند.

## آواها
| لکی   | a            | e           | ê                                 | i                         | î              | o                                   | ö                      | ü                      | u            | û             |  |
| ----- | ------------ | ----------- | --------------------------------- | ------------------------- | -------------- | ----------------------------------- | ---------------------- | ---------------------- | ------------ | ------------- |  |
| فارسی | آ (مثل آرام) | اَ (مثل اشک) | کسرهٔ کشیده (در فارسی معادل ندارد) | اِ، کسرهٔ کوتاه (مثل امروز) | ای (مثل ایلام) | اُ، ضمهٔ کشیده (در فارسی معادل ندارد) | (در فارسی معادل ندارد) | (در فارسی معادل ندارد) | اُ (مثل اردک) | او (مثل دوست) |  |
| مثال  | Agir (آتش)   | Esp (اسب)   | Sê (سیاه)                         | Esir (اشک)                | Fîl (فیل)      | Non (نان)                           | Sör (قرمز)             | Sür (عروسی)            | Kurd (کرد)   | Dûs (دوست)    |  |

- اُ (مثل اردک) از لری وارد لکی شده‌است و برخی از لک‌ها این آوا را ندارند (لرها معمولاً «آ» را به «ۆ» تبدیل می‌کنند).

## دستور

### ضمایر

#### ضمایر شخصی
| شخص  | مفرد | مفرد                                                                                 | مفرد                                                                                 | مفرد                                                                                 | مفرد                                                                                 | مفرد                                                                                 | مفرد                                                                                 | مفرد                                                                                 | جمع                                                                                  | جمع                                                                                  | جمع                                                                                  | جمع                                                                                  | جمع                                                                                  | جمع                                                                                  | جمع                                                                                  | جمع                                                                                  |
| شخص  | گسسته | گسسته                                                                                | مثال                                                                                 | مثال                                                                                 | پیوسته                                                                               | پیوسته                                                                               | مثال                                                                                 | مثال                                                                                 | گسسته                                                                                | گسسته                                                                                | مثال                                                                                 | مثال                                                                                 | پیوسته                                                                               | پیوسته                                                                               | مثال                                                                                 | مثال                                                                                 |
| شخص  | لکی | فارسی                                                                                | لکی                                                                                  | فارسی                                                                                | لکی                                                                                  | فارسی                                                                                | لکی                                                                                  | فارسی                                                                                | لکی                                                                                  | فارسی                                                                                | لکی                                                                                  | فارسی                                                                                | لکی                                                                                  | فارسی                                                                                | لکی                                                                                  | فارسی                                                                                |
| ---- | --- | ------------------------------------------------------------------------------------ | ------------------------------------------------------------------------------------ | ------------------------------------------------------------------------------------ | ------------------------------------------------------------------------------------ | ------------------------------------------------------------------------------------ | ------------------------------------------------------------------------------------ | ------------------------------------------------------------------------------------ | ------------------------------------------------------------------------------------ | ------------------------------------------------------------------------------------ | ------------------------------------------------------------------------------------ | ------------------------------------------------------------------------------------ | ------------------------------------------------------------------------------------ | ------------------------------------------------------------------------------------ | ------------------------------------------------------------------------------------ | ------------------------------------------------------------------------------------ |
| اول  | مهِ | من                                                                                   | سَر مهِ                                                                                | سر من                                                                                | ـِــم/ ـَــم                                                                           | ـَــم                                                                                 | سَرِم مدادَم                                                                            | مدادَم                                                                                | ایمهَ                                                                                 | ما                                                                                   | سَر ایمه                                                                              | مداد ما                                                                              | مون/مان                                                                              | مان                                                                                  | سَرمون                                                                                | سرمان                                                                                |
| دوم  | توْ | تو                                                                                   | سَر توْ                                                                                | سر تو                                                                                | ـِــت/ـَــت                                                                            | ـَــت                                                                                 | سَرِت مدادَت                                                                            | مدادَت                                                                                | هوْمەَ                                                                                 | شما                                                                                  | سَر هوْمەَ                                                                              | مداد شما                                                                             | ـتوْن                                                                                 | تان                                                                                  | سَرتوْن                                                                                | سرتان                                                                                |
| سوم  | اِو | او                                                                                   | سَر اِو                                                                                | سر او                                                                                | ــیْ/ ـَــیْ                                                                            | ـَــش                                                                                 | سَریْ مدادەَیْ                                                                           | مدادَش                                                                                | ‌اِوِن/ یِوِن ایون                                                                        | ایشان آنها                                                                           | سَر یِون                                                                               | مداد ایشان                                                                           | ـوْن/ان                                                                               | شان                                                                                  | سَروْن سَران                                                                            | سرشان                                                                                |
| نکات | ضمیر انعکاسی "خود " در لکی «ووژ» است. مثال: ووژم، ووژیْ ، ووژت\| ووژتوْن، ووژموْن،ووژوْن                                | ضمیر انعکاسی "خود " در لکی «ووژ» است. مثال: ووژم، ووژیْ ، ووژت\| ووژتوْن، ووژموْن،ووژوْن | ضمیر انعکاسی "خود " در لکی «ووژ» است. مثال: ووژم، ووژیْ ، ووژت\| ووژتوْن، ووژموْن،ووژوْن | ضمیر انعکاسی "خود " در لکی «ووژ» است. مثال: ووژم، ووژیْ ، ووژت\| ووژتوْن، ووژموْن،ووژوْن | ضمیر انعکاسی "خود " در لکی «ووژ» است. مثال: ووژم، ووژیْ ، ووژت\| ووژتوْن، ووژموْن،ووژوْن | ضمیر انعکاسی "خود " در لکی «ووژ» است. مثال: ووژم، ووژیْ ، ووژت\| ووژتوْن، ووژموْن،ووژوْن | ضمیر انعکاسی "خود " در لکی «ووژ» است. مثال: ووژم، ووژیْ ، ووژت\| ووژتوْن، ووژموْن،ووژوْن | ضمیر انعکاسی "خود " در لکی «ووژ» است. مثال: ووژم، ووژیْ ، ووژت\| ووژتوْن، ووژموْن،ووژوْن | ضمیر انعکاسی "خود " در لکی «ووژ» است. مثال: ووژم، ووژیْ ، ووژت\| ووژتوْن، ووژموْن،ووژوْن | ضمیر انعکاسی "خود " در لکی «ووژ» است. مثال: ووژم، ووژیْ ، ووژت\| ووژتوْن، ووژموْن،ووژوْن | ضمیر انعکاسی "خود " در لکی «ووژ» است. مثال: ووژم، ووژیْ ، ووژت\| ووژتوْن، ووژموْن،ووژوْن | ضمیر انعکاسی "خود " در لکی «ووژ» است. مثال: ووژم، ووژیْ ، ووژت\| ووژتوْن، ووژموْن،ووژوْن | ضمیر انعکاسی "خود " در لکی «ووژ» است. مثال: ووژم، ووژیْ ، ووژت\| ووژتوْن، ووژموْن،ووژوْن | ضمیر انعکاسی "خود " در لکی «ووژ» است. مثال: ووژم، ووژیْ ، ووژت\| ووژتوْن، ووژموْن،ووژوْن | ضمیر انعکاسی "خود " در لکی «ووژ» است. مثال: ووژم، ووژیْ ، ووژت\| ووژتوْن، ووژموْن،ووژوْن | ضمیر انعکاسی "خود " در لکی «ووژ» است. مثال: ووژم، ووژیْ ، ووژت\| ووژتوْن، ووژموْن،ووژوْن |
| نکات | مثال‌ها: سَر=سر، مداد= قلم                                                                                            |                                                                                      |                                                                                      |                                                                                      |                                                                                      |                                                                                      |                                                                                      |                                                                                      |                                                                                      |                                                                                      |                                                                                      |                                                                                      |                                                                                      |                                                                                      |                                                                                      |                                                                                      |
| نکات | در برخی لهجات حرف «ن» تلفظ نمی‌گردد. مثل: سَرتوْن >سَرتوْ                                                                |                                                                                      |                                                                                      |                                                                                      |                                                                                      |                                                                                      |                                                                                      |                                                                                      |                                                                                      |                                                                                      |                                                                                      |                                                                                      |                                                                                      |                                                                                      |                                                                                      |                                                                                      |
| نکات | در لکی نیز مانند فارسی تهرانی و فارسی رسمی «الف» ممکن است به واو تبدیل شود: تهران > تهروْن با خط لکی : تیْران > تیْروْن |                                                                                      |                                                                                      |                                                                                      |                                                                                      |                                                                                      |                                                                                      |                                                                                      |                                                                                      |                                                                                      |                                                                                      |                                                                                      |                                                                                      |                                                                                      |                                                                                      |                                                                                      |

#### ضمایر اشاره
ضمیرهای اشاره اصلی در زبان فارسی «این» و «آن» و در زبان لکی «یهَ/ یَوەَ» و «اَوەَ»هستند. سایر ضمیرهای اشاره از ترکیب «این» و «آن» با کلمه‌های دیگر به دست می‌آیند.
ضمیرهای اشاره، برای اشاره کردن به مکان دور یا نزدیک کاربرد دارند. «این» و ضمیرهایی که با «این» ساخته شده باشند، همگی برای اشاره به مکان نزدیک به کار می‌‌روند. «آن» و ضمیرهایی که با «آن» ساخته شده باشند، همگی برای اشاره به مکان دور به کار می‌‌روند.
| اشاره به نزدیک | اشاره به نزدیک       | اشاره به نزدیک                  | اشاره به نزدیک        | اشاره به نزدیک         |
| شخص            | ضمیر لکی             | مثال                            | ضمیر فارسی            | مثال                   |
| -------------- | -------------------- | ------------------------------- | --------------------- | ---------------------- |
| مفرد           | یەَ/یَوهَ/ ایْ +واژه+ــەَ | یە چیْە؟ /یَوهَ چیْە؟ / ایْ مدادَ     | این/همین              | این چیه؟/ این مداد     |
| جمع            | یِوِنەَ / ایانەَ         | یِوِنەَ چَن؟ /ایانە چَن؟ / ایْ مدادَلەَ | اینها / اینان/ همینان | اینها چیست؟ این مدادها |

| اشاره به دور | اشاره به دور       | اشاره به دور           | اشاره به دور      | اشاره به دور      |
| شخص          | ضمیر لکی           | مثال                   | ضمیر فارسی        | مثال              |
| ------------ | ------------------ | ---------------------- | ----------------- | ----------------- |
| مفرد         | اَوَ / اَ +واژه + ــەَ | اَوَ چیْە؟ / اَ (ئە) مدادە | آن/همان           | آن چیست؟/ آن مداد |
| جمع          | اِوِنەَ / اَوانەَ/ اَوِنەَ | اَونە چَن؟               | آنها/آنان/ همانان | آنها چیستند؟      |

### حالت مجهولی
- پسوند مجهول‌ساز در لکی «ـریا» یا «ـیا» است.

| فارسی     | لکی          |
| --------- | ------------ |
| کشته‌شده   | کوشریا/کوشیا |
| خورده‌شده  | هوَریا        |
| خوانده‌شده | خوَنِریا       |
| سوخته‌شده  | سِزیا         |
| قهرکرده   | تووریا       |
| شکسته‌شده  | اِشکیا        |
| پخته‌شده   | کوِلٌیا        |

### افعال
- حال ساده فعل "خوردن":

| مفرد       | جمع           |  |
| ---------- | ------------- |  |
| مَـرم /میْرِم | مَریمن/میْریموْ  |  |
| مَـرین/میْري | مَرینان/میْرینوْ |  |
| مَـریْ/      | مَرن/میْرِن      |  |

مثال: آوِم هووارد. (آب خوردم)
- ماضی ساده فعل "خوردن":

| مفرد    | جمع                 |  |
| ------- | ------------------- |  |
| هوواردِم | هوواردمان/هوواردموْ  |  |
| هوواردِت | هوواردتان/ هوواردتوْ |  |
| هواردیْ  | هوواردان/ هوواردوْ   |  |

مثال: آوِت هووارد. (آب خوردی)
- ماضی استمراری فعل "خوردن":

| مفرد     | جمع                  |  |
| -------- | -------------------- |  |
| مَهوواردم | مَهوواردمان/ مَوواردموْ |  |
| مَهوواردِت | مَهوواردتان/مَووارتوْ   |  |
| مَهوواردیْ | مَهوواردان/ مَوواردوْ   |  |

مثال: آونه مَهووارد/آوونه مَووارد. (آب می‌خوردند)
- ماضی نقلی فعل "خوردن":

| مفرد    | جمع                  |  |
| ------- | -------------------- |  |
| هواردمهَ | هواردِمانه/وواردموْنه  |  |
| هواردتهَ | هواردِتانه/هوواردتوْنهَ |  |
| هواردیهِ | هواردیانه/وواردیْهِ    |  |

مثال: آومانْ هواردیهَ. (آب خورده‌ایم)
- ماضی بعید فعل "خوردن":

| مفرد      | جمع                  |  |
| --------- | -------------------- |  |
| هواردویم  | هواردویمان/هواردویموْ |  |
| هواردویت  | هواردویتان/هواردویتوْ |  |
| هواردویتیْ | هواردویان/هواردویوْ   |  |

مثال: آوتان هواردوی. (آب خورده بودید)